# كمال الدين بني هاني
كمال الدين بني هاني هو طبيب جراح ورئيس الجامعة الهاشمية سابقا وهي إحدى أكبر الجامعات الحكومية في الأردن. تم تعيينه رئيسا للجامعة بإرادة ملكية وبتنسيب من مجلس التعليم العالي في الأردن في 7 فبراير 2012 بعد أن كان يشغل منصب رئيس الجامعة بالوكالة منذ 24 أكتوبر 2011. وشغل مناصب تعليمية أكاديمية وإدارية عدة منها منصب عميد كلية الطب البشري بالجامعة الهاشمية وجامعة العلوم والتكنولوجيا الأردنية سابقا.

## المؤهلات العلمية
حصل الدكتور بني هاني على درجة البكالوريوس في الطب والجراحة من جامعة بغداد عام 1984. كما حصل على زمالة كلية الجراحين الملكية في جلاسكو وعلى شهادة الدكتوراة في الطب بتخصص جراحة الجهاز الهضمي وجراحة الأورام والمنظار من جامعة ليدز البريطانية.

## جوائز حصل عليها
- جائزة سكوبس من إلزيفير عام 2009 لمساهماته في مجال اختصاصه.
- ماركيز هوز هو في مجال الطب والرعاية الصحية.
- وسام الدكتور نبيه معمر للطبيب المتميز عام 2011.[3]
- جائزة أفضل مدرب سريري من جامعة العلوم والتكنولوجيا الأردنية في عام 2006.
- جائزة أفضل باحث من كلية الطب بجامعة العلوم والتكنولوجيا الأردنية للعامين 2005 و2006.
- جائزة غوليسانو للقيادات الصحية لعام 2018.[4][5]

## مراكز شغلها
- عضوية اللجنة العليا لمؤسسة الغذاء والدواء.
- عضوية لجنة الدراسات العليا في المجلس الطبي الأردني منذ عام 2010.
- رئاسة الرابطة العربية لجراحة أورام الجهاز الهضمي منذ عام 2004.
- عضوية لجنة البحث العلمي لكلية الطب البشري في جامعة العلوم والتكنولوجيا الأردنية منذ العام 2000 حتى أغسطس 2006.
- عمادة كلية الطب في الجامعة الهاشمية منذ أكتوبر 2010 إلى سبتمبر 2014.

## روابط خارجية
- الأبحاث المنشورة للدكتور بني هاني.
- صفحة الدكتور بني هاني على موقع NCBI
- الاستشهادات بأبحاث الدكتور بني هاني على جوجل سكولر
- صفحة الدكتور بني هاني على موقع سكوبس
- الجوائز التي حصل عليها.